# Vương Ngữ Yên
Vương Ngữ Yên là nhân vật hư cấu trong bộ truyện Thiên long bát bộ của nhà văn Kim Dung. Trong tiểu thuyết bản cũ nhân vật này có tên là Vương Ngọc Yến, sau này được tác giả đổi lại thành Vương Ngữ Yên như chúng ta đã biết.
Vương Ngữ Yên là con gái của Vương phu nhân và Đoàn Chính Thuần. Vương Ngữ Yên sống cùng mẹ ở Mạn Đà sơn trang từ khi còn nhỏ. Vẻ đẹp của Vương Ngữ Yên được ví như thiên tiên khi nàng xuất hiện trước mắt Đoàn Dự: "Chỉ một tiếng thở dài tựa như có ma lực hớp mất hồn của Đoàn Dự, vừa thoáng thấy bóng dáng, chàng ta cảm thấy như mây mù bao phủ, tựa như đang ở cõi thần tiên. Nàng xuất hiện với thân hình thon thả, mái tóc dài thướt tha, vẻ đẹp thuần khiết của nàng như còn lan tỏa ra cả xung quanh khiến ai ai cũng choáng ngợp".
Vương Ngữ Yên được trời phú cho một vẻ đẹp sắc nước hương trời và một trí tuệ mẫn tiệp hơn người. Cô thuộc làu hầu như mọi kinh sách võ thuật trong thiên hạ (ngoại trừ Lục mạch thần kiếm của Đoàn thị Đại Lý), đến nỗi ai đánh một chiêu một thức cô đều gọi đúng tên chiêu thức đó, đồng thời biết luôn cả cách phá giải. Vô tình cô trở thành quyển từ điển sống võ học, và do cô không hề luyện võ công, nên nhiều thế lực thèm khát muốn bắt cóc cô để làm áp lực với họ Mộ Dung và để cô dạy cho mình những đòn thế võ công thất truyền.

## Phim ảnh
- 1982: Trần Ngọc Liên cả phim nhựa và truyền hình
- 1991: Tống Cương Lăng
- 1997: Lý Nhược Đồng
- 2003: Lưu Diệc Phi
- 2013: Trương Mông
- 2021: Văn Vịnh San